# Ramona (sencillo)
Ramona es un sencillo de la afamada agrupación chilena Quilapayún y el grupo de corta duración Combo Xingú, lanzado en Chile en 1971 bajo el sello Dicap. Ambas canciones fueron compuestas por Sergio Ortega. La canción del lado A es interpretada por Quilapayún, y la del lado B por Combo Xingú.

## Lista de canciones
Toda la música compuesta por Sergio Ortega. 
| Lado A |          |             |          |  |
| N.º    | Título   | Intérpretes | Duración |  |
| 1.     | «Ramona» | Quilapayún  |          |  |

| Lado B |             |             |          |  |
| N.º    | Título      | Intérpretes | Duración |  |
| 2.     | «Por Chile» | Combo Xingú |          |  |